# Chapelle Saint-André de Cléguérec
La Chapelle Saint-André  est située  au lieu-dit «Langlo», à Cléguérec dans le Morbihan.

## Historique
La chapelle fait l’objet d’une inscription au titre des monuments historiques depuis le 12 septembre 1977.

## Architecture
Chapelle en forme de croix latine.
Les deux bras du transept sont plus développés que la nef.
La porte en forme d'anse de panier est surmontée d’un fronton triangulaire et d’un clocheton au sommet du pignon.
Les meneaux des fenêtres sont à fleurs de lys.